# 刘烁
刘烁（1970年2月—），中华人民共和国政治人物，中共党员，出生于山东诸城。长期任职于中华人民共和国公安部下属科技机构，2016年外放至江西省，先后在该省政法机关、中共南昌市委、萍乡市委等部门任职，现任中共萍乡市委书记。

## 生平
1988年9月，刘烁考入南开大学，并在该校化学系化学专业与管理系企业管理专业学习，1992年7月取得化学、管理学双学士学位，随即获分配至中华人民共和国公安部第二研究所任职，先后担任该所团委书记、助理研究员、政治处副主任，公安部物证鉴定中心政治处副主任、主任等职务，期间还曾在南昌市公安局挂职出任副局长，後升任公安部科技局副局长、公安部物证鉴定中心主任。
2016年，刘烁再度外放至江西省，出任该省党委维稳办主任，负责协助中共江西省委維護局勢与在地社會的整體穩定，2017年，转任中共江西省委政法委员会副书记、省社会治安综合治理委员会办公室主任。2019年，转任中共南昌市委副书记、市委组织部部长，但在南昌市委任职不到一年又回到中共江西省委，出任省委副秘书长、省委办公厅主任。
2021年9月，刘烁来到萍乡市，接替已赴南昌任职的李江河，出任该市党委副书记、市长，2023年1月15日，他在江西省第十四届人民代表大会第一次会议上，当选为全国人大代表，任期5年。2023年3月30日，升任中共萍乡市委书记。